# 春雨や落雷
春雨や 落雷（はるさめや らくらい、1942年 - ）は、落語家。本名∶安倍 正之。「日本では数少ない医師免許を持つ落語家」を標榜し、落語と講演を組み合わせた「お達者落語会」を開催している。

## 人物
島根県松江市在住。師匠の四代目春雨や雷蔵が所属する落語芸術協会には所属していないが、春雨や一門の真打を与えられている。最近では、山陰放送ラジオにも定期的に登場し活躍の場を広げている。また、東京のお江戸日本橋亭で定期的に行われる雷蔵八百夜（雷蔵一門会）にも不定期で出演しているが、その際には落語のみで講演は行わない。講演は主に自らの経験に基づいた医療講演を行うが、一般市民向けの場合極力専門用語を排し落語の様にわかりやすく聴衆に語り掛ける手法が特徴である。

## 経歴
- 1967年4月、長崎大学医学部卒業後、同大医学部整形外科入局。その後、整形外科医として同大で医局長を務め、国立佐賀病院、松江赤十字病院で形成外科部長を歴任。安部整形形成外科医院を松江市に開院した。その後四代目春雨や雷蔵に入門。

- 2009年に医院経営を後進に譲り、現在は講演をメインに活動している。2012年6月に真打昇進を認められる[1]。

この経歴から医療関係機関での高座と講演の機会も多いが、聴衆が医療関係者の場合、落語は通常通りであっても医療講演は医師としての視点からより専門的となる。

## 関連人物
- 四代目春雨や雷蔵（師匠）
- 板井文昭（山陰放送アナウンサー　「あさスタ♪」月曜日パーソナリティー）
- 雲龍亭雨花（妹弟子）
- 春雨や晴太（弟弟子）
- 立川らく朝（同じく医師免許を持つ落語家）

## 現在の出演番組
- あさスタ♪（山陰放送ラジオ　月曜日 7:45 - 10:45)　原則隔週の出演